# Sint-Joriskathedraal (Vladikavkaz)
De Kathedraal van de Heilige Joris (Russisch: Свято-Георгиевский кафедральный собор; Ossetisch: Сыгъдæг Георгийы кафедралон собор) is een Russisch-orthodoxe kathedraal in Vladikavkaz, de hoofdstad van de Russische republiek Noord-Ossetië-Alanië. De kathedraal werd in de jaren 1996-2003 op een voormalig kerkhof gebouwd.

## Geschiedenis
Op 30 augustus 1991 besloot de gemeenteraad van Vladikavkaz tot de bouw van een nieuwe kathedraal in de hoofdstad van Noord-Ossetië-Alanië. De bouw van de kathedraal werd gestart op 18 oktober 1996. De voltooiing van het bouwwerk vond plaats in 2003.   
De basis voor het ontwerp van de Sint-Joriskathedraal werd gevormd door de in de Sovjet-jaren vernietigde kathedraal van de aartsengel Michaël. 
In oktober 2010 schonk de patriarch van het Grieks-orthodox patriarchaat van Alexandrië en Geheel Afrika Theodorus II een reliekdeeltje van Sint-Joris, de patroonheilige van de kathedraal. 

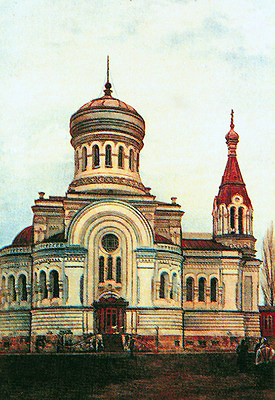
De vernietigde Aartsengel Michaëlkathedraal